# Passeport tadjik
Le passeport tadjik est un document de voyage international délivré aux ressortissants tadjiks, et qui peut aussi servir de preuve de la citoyenneté tadjik. 